# Philippe Hurault de Cheverny
Philippe Hurault, hrabě de Cheverny (15. března 1528 Cheverny – 30. července 1599 Cheverny) byl francouzský politik. V letech 1583 až 1588 (za vlády Jindřicha III.) byl hlavním ministrem vládního kabinetu a zastával tak de facto funkci premiéra. V kabinetu ministrů zastával též funkce odpovídající ministru spravedlnosti: strážce pečeti (od 1578) a kancléř (1583–1588 a 1590–1599). Musel je načas opustit poté, co byl kompromitován styky s Katolickou ligou, ale znovu se do nich vrátil po nástupu Jindřicha IV. a držel je až do smrti. Během svého života byl povýšen na vikomta a nakonec na hraběte (v roce 1582).
Byl předurčen k církevní kariéře, podle přání svého otce, který zemřel několik týdnů po jeho narození během sedmé italské války. Philippe však vyměnil roucho za meč a doprovázel Jindřicha II. na německém tažení proti Karlu V. Bojoval též v bitvách u Jarnacu (1569) a Moncontouru (1569). Do politiky vstoupil, když roku 1552 zakoupil od Michela de L'Hospital křeslo v pařížském parlement (odvolací soud). Huraultové vlastnili zámek Cheverny po několik generací, ale poté, co se ho zmocnil král, byl Philippe nucen jej vykoupit od královy milenky Diany de Poitiers. Napsal paměti, jež jsou důležitým historickým zdrojem.